# Margot Moeseke
Margot Moeseke (ca. 1964) is een Belgisch redactrice en journaliste.

## Levensloop
In 1998 ging Moeseke aan de slag op de redactie van Het Laatste Nieuws, alwaar ze onder hoofdredacteur Paul Daenen doorgroeide tot chef van de eindredactie. Op 1 oktober 2012 werd ze samen met Wim Verhoeven aangesteld tot hoofdredacteur van deze krant in opvolging van Daenen. Deze functie oefende ze uit tot augustus 2015. Ze bleef actief bij Het Laatste Nieuws.